# Alveografia
Alveografia é um teste que analisa as propriedades de tenacidade e de extensibilidade da massa de pão.
Considerar-se-á somente o parâmetro [W], que indica a força ou trabalho mecânico, necessário para expandir a massa. Esse parâmetro é determinado a partir da curva obtida pelo equipamento alveógrafo, segundo o método padrão indicado pelo fabricante.